# Walter Plöbst
Walter Plöbst (* 12. September 1884 in Sonthofen; † 7. September 1972 in München) war ein deutscher Klassischer Philologe und Bibliothekar.

## Leben
Walter Plöbst besuchte in München die Volksschule und von 1894 bis 1903 das Maximiliansgymnasium. Von 1903 bis 1907 studierte er Klassische Philologie und Alte Geschichte an der Ludwig-Maximilians-Universität München. 1906 und 1907 bestand er die zwei Abschnitte der philologischen Lehramtsprüfung. Vom 20. Oktober 1907 an war er für zehn Monate  Praktikant an der Universitätsbibliothek München, danach ab dem 20. August 1908 an der Hof- und Staatsbibliothek München, wo er 1909 die Fachprüfung für den wissenschaftlichen Bibliotheksdienst bestand. 1910 wurde er mit einer Dissertation über die rhetorische Technik der Amplificatio zum Dr. phil. promoviert; die Arbeit war von Engelbert Drerup angeregt und von Albert Rehm betreut worden.
Als Bibliothekar arbeitete Plöbst zunächst an der Provinzialbibliothek in Neuburg an der Donau, dann ab dem 1. Januar 1912 als Kustos an der Königlichen Bibliothek Bamberg, ab dem 16. Juni 1921 an der Hof- und Staatsbibliothek München und ab dem 1. April 1922 als Staatsoberbibliothekar an der Universitätsbibliothek Würzburg. Zum 1. Oktober 1923 wechselte er an die Universitätsbibliothek München, wo er seine gesamte weitere Laufbahn zubrachte. Ab 1928 war er Stellvertreter des Bibliotheksdirektors Adolf Hilsenbeck. Nach dessen Versetzung in den Ruhestand leitete Plöbst die Universitätsbibliothek von 1938 bis 1940 kommissarisch, desgleichen ab 1945 nach der Amtsenthebung von Joachim Kirchner. Zum 1. Mai 1946 wurde Plöbst zum Bibliotheksdirektor ernannt und blieb in diesem Amt bis zu seiner Pensionierung am 1. Oktober 1952. 
Plöbst war langjähriges Mitglied des Vereins Deutscher Bibliothekare, bei dem er 1926–1928 Schatzmeister und 1948–1949 stellvertretender Vorsitzender war.
Plöbst trat nur mit wenigen wissenschaftlichen Veröffentlichungen hervor. Im Auftrag von Wilhelm Kroll verfasste er einen Artikel über den griechischen Redner Lysias für Paulys Realenzyklopädie der klassischen Altertumswissenschaft (RE).

## Schriften (Auswahl)
- Die Auxesis (Amplificatio). Studien zu ihrer Entwicklung und Anwendung. München 1911 (Dissertation)
- Lysias 13. In: Paulys Realencyclopädie der classischen Altertumswissenschaft (RE). Band XIII,2, Stuttgart 1927, Sp. 2533–2543.